# Genc Hajdari
Genc Hajdari, escultor de Albania. Autor, junto con Janaq Paço ,  de la escultura  Gjergj Kastrioti Skënderbeg (Skanderbeg y las personas), que se encuentran en el museo de Skanderbeg en Krujë. 

## Obra
Las referencias biográficas de Genc Hajdari están encadenadas irremediablemente a su colaboración en el monumento Gjergj Kastrioti Skënderbeg (Skanderbeg y las personas). 
Esta obra fue realizada en el periodo comprendido entre 1949 y 1959.
Es la escultura más importante del  Museo Nacional de la ciudad de Krujë, y una de las más representativas de la escultura en Albania. 

## Curiosidades
Comparte apellido con la escultora nacida en Pristina, Arta Hajdari